# Día de David Ben Gurión
El Día de Ben-Gurion (en hebreo: יום דוד בן גוריון) es una fiesta nacional israelí, que se celebra anualmente en el día 6 del mes hebreo de Kislev, para conmemorar la vida y el trabajo del líder sionista David Ben-Gurión, que fue el primero Primer ministro de Israel.

## Historia
El día de Ben Gurion fue creado por la Knéset israelí, como parte de la ley de Ben-Gurión. Según la ley, el Día de Ben-Gurión se celebrará un golpe en el año, el día 6 de Kislev, fecha de la muerte de David Ben Gurion. En este día, habrá actos conmemorativos por parte de las instituciones del Estado de Israel, en las bases de las Fuerzas de Defensa de Israel, y en las escuelas. Si el día 6 de Kislev cae en Sabbat o en la vigilia de un Sabbat, la conmemoración tendrá lugar el domingo siguiente.